# Las hermanas Karambazo
Las hermanas Karambazo es una película de comedia mexicana de 1960 dirigida por Benito Alazraki y protagonizada por Flor Silvestre, Irma Dorantes y Olivia Michel, cuyos galanes son interpretados por Manuel «Loco» Valdés, Manuel Capetillo y Roberto G. Rivera junto a Emma Roldán y José «El Ojón» Jasso en papeles secundarios. Esta película basada en un argumento original de Roberto G. Rivera, adaptado por José Revueltas. Fue filmada en 1959 y estrenada el 28 de abril de 1960 en el Cine Orfeón.